# Grammosciadium
Grammosciadium är ett släkte i familjen flockblommiga växter. Det beskrevs av Augustin Pyrame de Candolle 1829.

## Arter
Släktet omfattar fyra arter, som förekommer i västra Asien från Turkiet till Iran:
- Grammosciadium cornutum (Nábělek) C.C.Towns.
- Grammosciadium daucoides DC.
- Grammosciadium macrodon Boiss.
- Grammosciadium scabridum Boiss.